# Linia kolejowa Aigle–Sépey–Diablerets
Linia kolejowa Aigle–Sépey–Diablerets (ASD) – szwajcarska wąskotorowa linia kolejowa w dystrykcie Aigle, łącząca miejscowości Aigle, Le Sépey, Les Diablerets.
W lokalnym transporcie publicznym kantonu Vaud, także wąskotorowym, honorowane są uniwersalne bilety wystawiane w ramach porozumienia przewoźników lokalnych Mobilis. Przewoźnikiem odpowiedzialnym za wąskotorówkę ASD jest spółka Transports Publics du Chablais (TPC).